# Polygoniodes pallidipes
Polygoniodes pallidipes är en fjärilsart som beskrevs av William Schaus 1911. Polygoniodes pallidipes ingår i släktet Polygoniodes och familjen nattflyn. Inga underarter finns listade i Catalogue of Life.